# Aberdeen (imię)
Aberdeen – rzadkie szkockie imię żeńskie, prawdopodobnie związane z nazwą miasta w północno-wschodniej Szkocji, Aberdeen.